# Альгвасил
Альгваси́л (альгвазил, алгвазил) (исп. alguacil, от араб. al-wazīr‎ — чиновник, визирь) — в Испании младшее должностное лицо, ответственное за выполнение приказов суда и трибуналов, в соответствии с законодательством.
В Средневековой Испании альгвасилы подчинялись алькайду и выполняли функцию полицейских. Альгвасилы избирались городским советом, обычно, на один год, но после выборов должность переходила в их собственность, которую они (или их наследники) могли перепродать.
В период испанской инквизиции существовала почётная и уважаемая должность «великий альгвасил» — судебный пристав в верховном совете инквизиции.